# Volání netvora
Volání netvora (v anglickém originále A Monster Calls) je pohádkový fantasy román pro mládež od amerického spisovatele Patricka Nesse napsaný na námět Siobhan Dowdové. Vyšel v roce 2011 prostřednictvím nakladatelství Walker Books a o rok později vydalo nakladatelství Jota český překlad. Příběh vypráví o třináctiletém Conorovi, jehož máma umírá na rakovinu; zároveň ho však navštěvuje netvor v podobě tisu a vypráví mu příběhy. Knížka, která byla ilustrována britským výtvarníkem Jimem Kayem, získala kromě kladných hodnocení kritiků také několik literárních ocenění, včetně Carnegieho medaile a medaile Kate Greenawayové.
V roce 2016 měl premiéru film Volání netvora: Příběh života natočený na základě této knihy; jeho režisérem byl Juan Antonio Bayona, scénář napsal sám Ness a v hlavních rolích se představili Lewis MacDougall, Felicity Jones, Sigourney Weaver a Liam Neeson. Roku 2017 vyšla v Česku knížka v podobě audioknihy namluvené Janem Vondráčkem.

## Děj

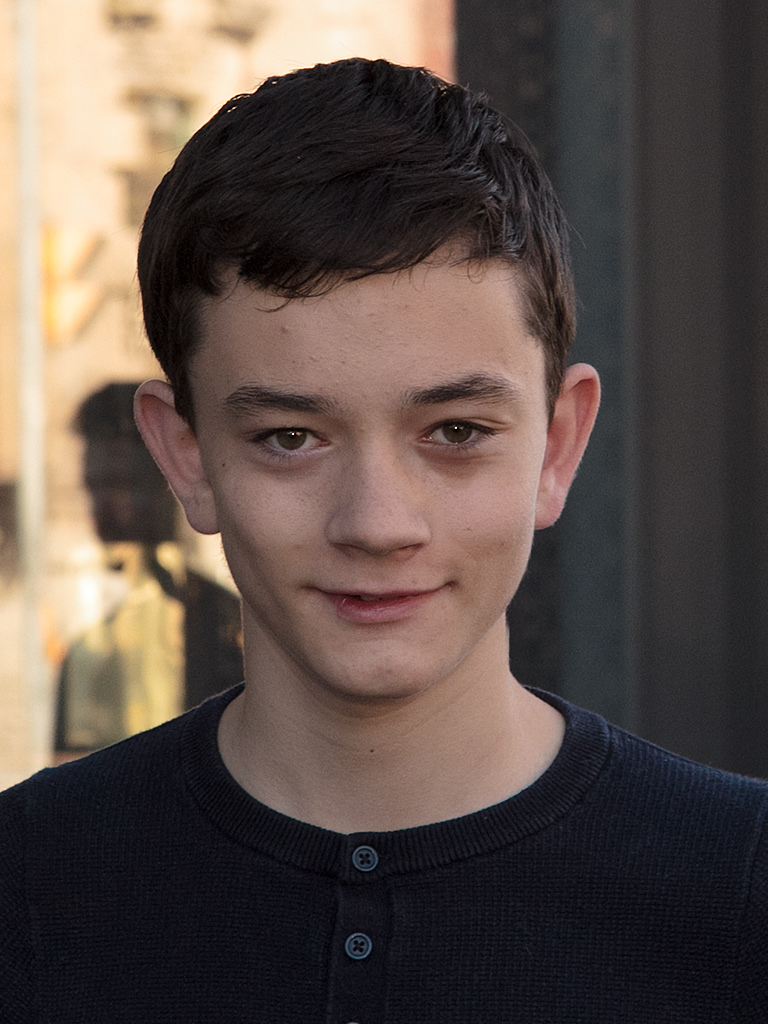
Lewis MacDougall, představitel Conora ve filmové adaptaci románu, v roce 2016

Třináctiletý Conor to doma nemá jednoduché; maminka pomalu umírá na rakovinu, tatínek žije s novou rodinou v Americe a babička, která Conora hlídá, když je jeho máma v nemocnici, je na něj přísná. Ve škole ho navíc šikanuje spolužák Harry se svými dvěma kamarády a zároveň se rozhádal se svojí nejlepší kamarádkou Lilly, jež prozradila spolužákům, že je Conorova máma nemocná. Conorovi ovšem ze všeho nejvíc vadí, že se k němu ostatní spolužáci i učitelé chovají příliš soucitně a většinou ho dokonce přehlíží, místo aby ho zkoušeli či mu dávali poznámky jako ostatním. Conora také trápí noční můry. Jedné noci ho po probuzení kvůli nim navštíví netvor v podobě obrovského tisu, který roste před jeho domem. Ten chlapci postupně vypráví tři příběhy.
První příběh je o princi, jemuž zemřel otec a on z jeho smrti vinil mladou královnu, pravděpodobně čarodějnici toužící vládnout, kterou si král nějakou dobu předtím vzal. Utekl proto se svojí snoubenkou, kterou tajně v noci zabil. Její vraždu poté svedl právě na královnu a zburcoval vůči ní povstání. Netvor, jenž byl svědkem vraždy princovy snoubenky, se rozhodl zachránit královnu. Kromě toho, že ve skutečném světě téměř nikdy neexistuje dělení na dobré a na zlé lidi, chtěl také Conorovi ukázat, že lidé často lžou sami sobě, aby něco ospravedlnili. Princ totiž nejspíš doopravdy věřil, že jeho snoubenku zabila královna, respektive, že ho k tomu donutila.
Druhý příběh vypráví netvor Conorovi v pokoji jeho babičky. Je o faráři, který nedovolil apatykáři pokácet tis, jenž má léčebné účinky. Farář následně také proti němu kázal, čímž mu ničil živnost. Když poté farářovy dcery smrtelně onemocněly, prosil apatykáře, aby je vyléčil. V zoufalství mu dokonce řekl, že svá kázání odvolá, dá mu tis a vzdá se všeho, čemu věří. Apatykář ovšem odmítl s tím, že mu v tom případě není pomoci, a farářovy dcery následující den zemřely. Přestože dle Conora byl „ten špatný“ apatykář, netvor se rozhodl potrestat faráře, jakožto „zbožného muže bez víry, jelikož víra je polovina léčby“, a zničil mu faru. Conor se k němu připojil, po chvíli si ovšem uvědomil, že je v pokoji babiččiným a že místo fary zničil většinu jejích oblíbených starožitností.
S třetím příběhem zastihne netvor Conora ve škole, tentokrát sedm minut po poledni. Shodou okolností je to v době, kdy má Conor jednu z mnoha roztržek s Harrym. Příběh je o chlapci, který byl všemi přehlížený a tak udělal něco, aby si ho ostatní více všímali. Během příběhu Conor zmlátí Harryho, kterého poté odvezou do nemocnice. Conor ovšem zjistí, že tímto činem se od spolužáků ještě víc vzdálil; ti ho totiž teď sice nepřehlíží, za to se ho bojí. Na druhou stranu se ale krátce na to Conor usmíří s Lilly.
Nemoc Conorovy mámy mezitím postoupí do konečného stádia, takže je neustále upoutána na nemocničním lůžku. Vzhledem k tomu, že jeho mámě nepomohly ani léky z tisu, se Conor vydává za netvorem a obviňuje ho z toho. Netvor ale Conorovi vysvětluje, že zde není proto, aby jeho mámu vyléčil, nýbrž proto, aby si Conor uvědomil pravdu. Poté po něm chce, aby příběh tentokrát vyprávěl on. Tím příběhem není nic jiného než Conorova noční můra, ve které drží svoji mámu, která padá do propasti. Přestože ji může ještě udržet, pustí ji a nechá ji zemřít. Conor pochopí, že už od začátku věděl, že se jeho máma z nemoci nevyléčí a že chtěl, aby to už všechno skončilo i za cenu, že ji ztratí. Zároveň ovšem ví, že ji ztratit nechce. Netvor poté Conora doprovodí až do nemocnice, kde jeho mámě zbývají poslední chvíle života, a chlapec řekne své mámě pravdu. Řekne, že nechce, aby odešla.

## Vznik

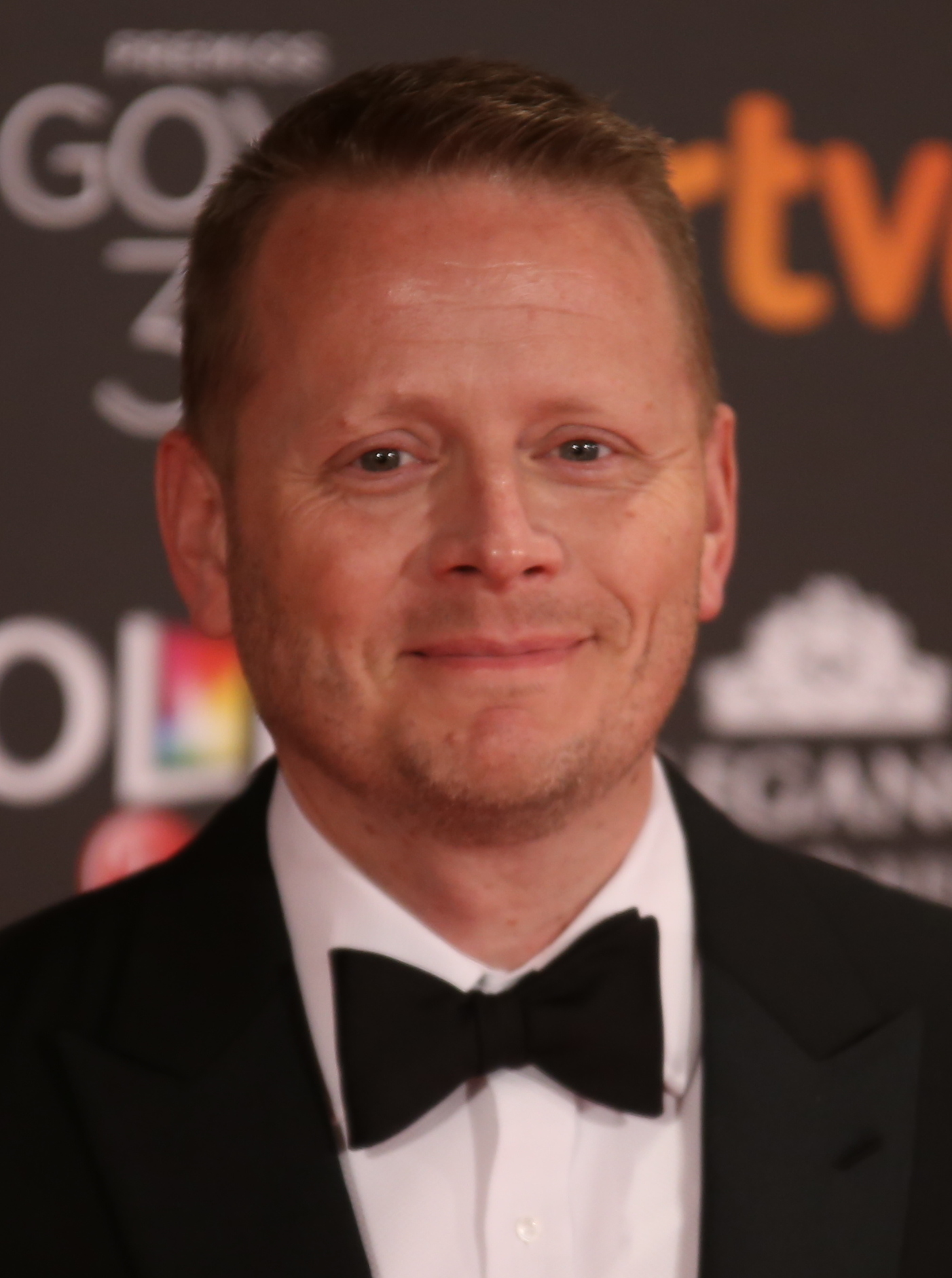
Patrick Ness v roce 2017

Knížku Volání netvora původně měla napsat britská spisovatelka Siobhan Dowdová, která začala vymýšlet první nápady po roce 2004, kdy jí byla diagnostikována rakovina prsu. Dowdová ovšem nechtěla psát obecně o rakovině, nýbrž o tisu, z něhož byl extrahován lék, jenž spisovatelce krátce pomohl. Ta ale následně na rakovinu zemřela v roce 2007, přičemž z knihy měla rozpracovaný pouze náčrt příběhu, postav a ožívajícího mluvícího stromu. Tento náčrt se přes redaktorku nakladatelství Walker Books Denisu Johnstone-Burt, která spolupracovala s Dowdovou, dostal k dalšímu britskému spisovateli, Patricku Nessovi. Ten nápad na přepsání příběhu někoho jiného původně odmítl, námět od Dowdové byl ale podle Nesse „tak silný“, že následně začal sám od sebe dostávat další nápady k příběhu. Na sepsání knížky tedy kývl a dle vlastních slov „nikdy neměl pocit, že by tvořil něco, co by autorka nechtěla“.
Walker Books následně oslovilo ilustrátora Jima Kaye. Ten do té doby nikdy neilustroval celou knihu, Ness s nakladatelstvím ho tedy požádali o zkušební kresbu. Sám Kay dle svých slov měl kvůli dalším závazkům na nakreslení jen víkend, takže narychlo vytvořil obrázek netvora ve formě stromu opírajícího se o dům. Ness s Kayem následně navázal spolupráci a ilustrátor nakreslil malby také ke zbytku knihy. Přesto se tito dva až do dokončení knihy tváří v tvář nepotkali, veškerá komunikace probíhala skrze Bena Norlanda, dalšího editora ve Walker Books.
Ness převzal základní nápad stromu probouzejícího se k životu od Dowdové a přidal k němu svojí představu netvora. Spisovatel dle vlastních slov netvora vykreslil jako „laskavého, ale ne milého“. Rozdíl je dle Nesse v tom, že se netvor nestará, zda Conora „nějak dostane do problémů a také že je často děsivý“. Zároveň se ale netvor také „snaží být laskavý“. Conor je vykreslen jako kluk „chycený mezi dětstvím a dospělostí“. Během příběhu si uvědomí, že dokáže najednou vnímat dva protichůdné pocity, což Ness popisuje jako „krok k dospělosti“.

## Vydání
Knížka byla ve Spojeném království vydána v roce 2011 nakladatelstvím Walker Books, českého překladu od Anežky Sedlákové se jí dočkalo o rok později u společnosti Jota. O pět let později byla kniha u příležitosti uvedení filmu Volání netvora: Příběh života znovu vydána nakladatelstvím Slovart, přičemž překlad dostala na starosti Hana Březáková. Tato verze knihy měla v názvu i filmový podtitul Příběh života. Tentýž rok vyšla také audiokniha namluvená Janem Vondráčkem.

## Kritika
Martin Chilton, redaktor britského deníku The Daily Telegraph, ve své recenzi uvedl, že „přestože je kniha temná a truchlivá, je také oslnivá“. Chilton vyzdvihl ilustrace Jima Kaye, které jsou dle něj „součástí struktury knihy“. Redaktorka Katka Stupková v recenzi pro knihkupectví Neoluxor knize udělila 90 % a napsala, že Ness z poznámek od Dowdové „svým vybroušeným autorským stylem vytvořil dojemné vyprávění, které zůstane čtenáři dlouho ležet v hlavě“. Volání netvora chválil také Vojtěch Hamerský z knihkupectví Fantasya, který příběh popsal jako „dojemný a zároveň navýsost smutný“ a uvedl, že „čtenáři všech věkových kategorií se tak dočkali úžasného díla“.
Novinářka Jessica Bruder pro americký deník The New York Times popsala Volání netvora jako „nesmírně smutný příběh“. Podle ní je knížka „dárek od štědrého vypravěče a velký kus umění“. Lelia Vetter z americké univerzity svobodných umění McDaniel College uvedla, že „přestože jde o poměrně krátkou knížku, má účinek“. Také podotkla, že úspěch, se kterým se knížka setkala při udílení různých cen, je „rozhodně zasloužený“.

### Ocenění
První ocenění za tento román získal Ness v roce 2011, šlo o cenu Specsavers National Book Awards v kategorii dětská kniha roku a o cenu The Kitchies Award. O rok později byl Ness oceněn Carnegieho medaili, zatímco Kay za ilustrace do knížky získal medaili Kate Greenawayové. Šlo o první ročník v tehdy 56leté historii udílení těchto cen, kdy ocenění získala stejná knížka. Ness zároveň získal Carnegieho medaili podruhé v řadě; v roce 2011 jí byl oceněn za román Válka Hluku. V roce 2012 knížka získala cenu Red House Children's Book Award.

## Filmová adaptace
V roce 2014 odkoupila práva na zfilmování románu americká produkční společnost Focus Features. Film režíroval Juan Antonio Bayona a scénáře se ujal sám autor předlohy, Patrick Ness. V roli Conora byl obsazen Lewis MacDougall, jeho matku hrála Felicity Jones a babičky se zhostila Sigourney Weaver. Hlas netvora namluvil Liam Neeson. Premiéru měl film na filmovém festivalu Toronto IFF v září roku 2016, v amerických kinech se objevil v lednu 2017. Do českých kin se snímek dostal v březnu 2017 pod názvem Volání netvora: Příběh života.